# あやめ公園駅
あやめ公園駅（あやめこうえんえき）は、山形県長井市幸町にある山形鉄道フラワー長井線の駅である。

## 歴史
- 2002年（平成14年）6月9日：開業[1][2]。

## 概要
2002年6月9日に開業。沿線にある山形県立長井工業高等学校に通う学生とPTAの請願によって開業した駅である。駅局舎（待合室）はその高校生が制作したもので、開業の経緯からホーム内の清掃や除雪作業は同校の学生が行っている。

## 駅構造
単式ホーム1面1線の地上駅。待合室は駅前の長井工業高等学校の生徒・学校職員・PTA・OBの手づくりにより製作された。

## 利用状況
- 2017年度の1日平均乗車人員は98人である。

| 乗車人員推移 | 乗車人員推移 |
| 年度         | 1日平均人数  |
| ------------ | ------------ |
| 2002         | 52           |
| 2003         | 49           |
| 2004         | 49           |
| 2005         | 46           |
| 2006         | 100          |
| 2007         | 125          |
| 2008         | 122          |
| 2009         | 122          |
| 2010         | 125          |
| 2011         | 124          |
| 2012         | 119          |
| 2013         | 108          |
| 2014         | 104          |
| 2015         | 101          |
| 2016         | 99           |
| 2017         | 98           |

## 駅周辺
- 長井あやめ公園
- あやめ公園多目的運動広場
  - グラウンド
  - テニスコート
  - 長井市野球場（長井TBC球場[注釈 1][4]）
- 山形県立長井工業高等学校
- 文教の杜ながい
  - 丸大扇屋（約300年前から続く呉服商の建物群。資料館として一般公開されている。山形県指定文化財）
  - 長沼孝三彫塑館
- 野川
- 長井十日町郵便局
- 金剛山遍照寺
- 長井一の宮 總宮神社
- 薬王堂長井十日町店
- うめや長井北店
- マツキドライビングスクール長井校・山形クレーン学校

## 隣の駅
山形鉄道
■フラワー長井線
長井駅 - あやめ公園駅 - 羽前成田駅